# کارومبا، کوئینزلند
کارومبا (به انگلیسی: Karumba) یک شهرک در استرالیا است که در کوئینزلند واقع شده‌است.